# Ptiloglossa thoracica
Ptiloglossa thoracica là một loài Hymenoptera trong họ Colletidae. Loài này được Fox mô tả khoa học năm 1895.